# Candidato futurista (álbum)
Candidato Futurista es el décimo disco del grupo musical Aviador Dro editado en el año 2007 por el sello "Subterfuge Records" bajo la referencia 21614CD.

El álbum contiene once canciones-discurso inspiradas en la perturbadora situación política y las propuestas futuristas para dar fin a esta situación.

En el portal Youtube, se encuentran alojados un total de 6 vídeos del Candidato Futurista, donde expone sus consejos electorales.

## Lista de canciones
| Título                           | Autor                                | Duración |
| -------------------------------- | ------------------------------------ | -------- |
| I + D                            | Servando Carballar                   | 4:19     |
| Los ocultos                      | Servando Carballar, Ismael Contreras | 3:28     |
| Indestructible                   | Servando Carballar, Marta Cervera    | 3:36     |
| El tiempo nuevo                  | Servando Carballar                   | 4:03     |
| Candidato futurista              | Servando Carballar, Ismael Contreras | 4:00     |
| Gérmenes psíquicos               | Servando Carballar                   | 3:05     |
| Círculos de tierra               | Servando Carballar, Marta Cervera    | 4:28     |
| Fuego                            | Servando Carballar, Marta Cervera    | 4:29     |
| Vive futurista!                  | Servando Carballar, Ismael Contreras | 2:54     |
| Libertad, igualdad, electricidad | Servando Carballar                   | 4:34     |
| Anarquía en el planeta           | Servando Carballar                   | 3:33     |